# Back to December
„Back to December“ je píseň americké country-popové zpěvačky-skladatelky Taylor Swift. Píseň pochází z jejího třetího studiového alba Speak Now. Produkce se ujal producent Nathan Chapman a Taylor Swift.

## Hitparáda
| Žebříček    | Příčka |
| ----------- | ------ |
| USA         | 6      |
| Kanada      | 7      |
| Austrálie   | 26     |
| Nový Zéland | 24     |